# Władysław Frasyniuk

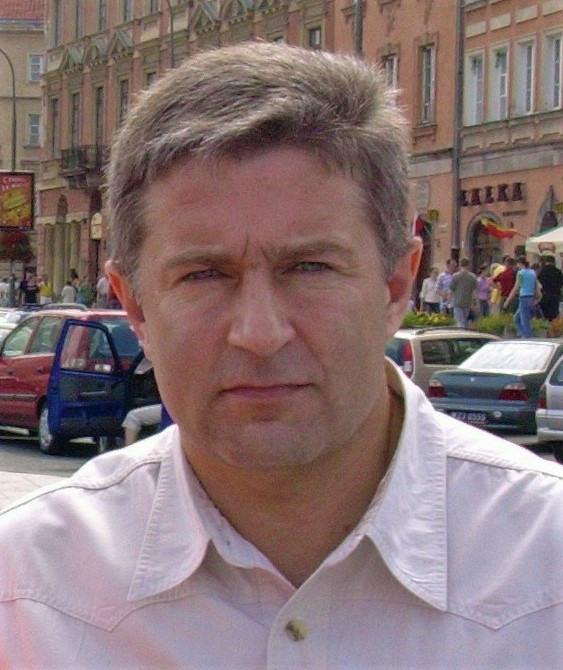
Władysław Frasyniuk

Władysław Frasyniuk (* 25. November 1954 in Breslau) ist ein polnischer Politiker. Er war aktiv in der demokratischen Opposition in der Volksrepublik Polen, Abgeordneter des Sejm von 1991 bis 2001 in der I., II. und III. Wahlperiode und Vorsitzender der Parteien Ruch Obywatelski Akcja Demokratyczna, Unia Wolności und Partia Demokratyczna.

## Leben und Beruf
Frasyniuks Mutter stammte aus einer wohlhabenden Warschauer Familie, sein Vater aus Kleinpolen, wohin dessen Familie aus der Ukraine zugewandert war. Er schloss 1974 in Breslau die Ausbildung zum Autotechniker ab. Von 1974 bis 1976 leistete er seinen Wehrdienst ab. Anschließend fuhr er zunächst für die staatlichen Transportunternehmen PKS und Transbud, bevor er seit 1978 als Busfahrer bei den Breslauer Verkehrsbetrieben tätig wurde. 1993 wurde er Gesellschafter des Transportunternehmens FF Fracht.

## Politik

### Volksrepublik
Im August 1980 nahm Frasyniuk an einem Streik bei den Breslauer Verkehrsbetrieben teil. 1981 wurde er zum Vorsitzenden der Gewerkschaft Solidarność der Region Niederschlesien gewählt und war Delegierter beim ersten landesweiten Gewerkschaftskongress in Danzig. Nach der Ausrufung des Kriegsrechts entging er im Grand Hotel Sopot der drohenden Verhaftung und ging in den Untergrund, wo er u. a. Vorsitzender der Tymczasowa Komisja Koordinacyjna (Einstweilige Koordinierungskommission) der Solidarność war. Im Zeitraum 1982 bis 1986 war er wegen seiner Untergrundtätigkeit mehrfach und insgesamt dreieinhalb Jahre in Haft. Dabei wurde er im November 1982 vom Breslauer Woiwodschaftsgericht zu sechs Jahren Haft verurteilt, aber im Juli 1984 amnestiert. Bereits einen Monat später wurde er erneut für zwei Monate inhaftiert. Seine dritte Verhaftung erfolgte im Februar 1985 gemeinsam mit Bogdan Lis und Adam Michnik. Nachdem er zu dreieinhalb Jahren Haft verurteilt worden war, wurde er im September 1986 aufgrund einer Amnestie freigelassen und wurde erneut Vorsitzender der Einstweiligen Koordinierungskommission. Von 1987 bis 1990 war er Vorsitzender der regionalen Exekutivkommission und zeitweise auch der nationalen Exekutivkommission.
1989 nahm er als Vertreter der Solidarność an den Gesprächen am Runden Tisch teil, und 1990 war er neben Zbigniew Bujak Mitbegründer der Partei Ruch Obywatelski Akcja Demokratyczna (Bürgerbewegung Demokratische Aktion – ROAD), deren Vorsitzender er wurde.

### Dritte Republik
Anfang der 1990er Jahre gehörte Frasyniuk dem Stadtrat von Breslau an. Von 1991 bis 2001 war er Sejm-Abgeordneter der Parteien Unia Demokratyczna und dann der Unia Wolności. Bei der Parlamentswahl 1991 wurde er im Wahlkreis 11 (Breslau) gewählt. Bei den Wahlen 1993 und 1997 errang er das Mandat jeweils im Wahlkreis 50 (Breslau). Bei der Parlamentswahl 2001 scheiterte die UW an der Sperrklausel und er schied damit aus dem Sejm aus. Im Zeitraum 2001 bis 2005 war er Vorsitzender der Unia Wolności und 2005 bis 2006 Vorsitzender der Nachfolgepartei Partia Demokratyczna – demokraci.pl. Bei den Selbstverwaltungswahlen 2002 kandidierte er erfolglos für das Amt des Stadtpräsidenten von Breslau. Ebenso scheiterte er bei einer Nachwahl zum Senat der Republik Polen 2004. und bei der Sejmwahl 2005. Bei der Präsidentschaftswahl 2010 unterstützte er den parteilosen Kandidaten Andrzej Olechowski.

## Ehrungen
- 2006 Großkreuz der Ordens Polonia Restituta[10]
- 2011 Ehrenbürger von Breslau[11]
- 2014 Ehrenbürger der Woiwodschaft Niederschlesien[12]
- 2016 Ritter der Ehrenlegion[13]